# Alfred Grand
Alfred Grand est un homme politique français né le 19 décembre 1860 à Chambon-sur-Voueize (Creuse) et décédé le 3 juillet 1937 à Paris. 

## Biographie
Il était membre de la Gauche démocratique. Il a été maire de Guéret de 1909 à 1935 et sénateur de la Creuse de 1921 à 1937. Il a exercé le métier d'avoué. Profondément anti-clérical, il a appartenu à une loge maçonnique.